# Bourth
Bourth – miejscowość i gmina we Francji, w regionie Normandia, w departamencie Eure.
Według danych na rok 1990 gminę zamieszkiwały 1064 osoby, a gęstość zaludnienia wynosiła 57 osób/km² (wśród 1421 gmin Górnej Normandii Bourth plasuje się na 214. miejscu pod względem liczby ludności, natomiast pod względem powierzchni na miejscu 67.).